# ターラカ
ターラカ（Taraka）は、インド神話に登場するアスラ。タラカースラ（Tarakasur）とも呼ばれる。ターラカの名は「星」を意味する。ターラカの父親はVajranakaとされ、ターラカ自身は「トリプラースラ」と総称されるVidyunmali、Tarakaksha、Viryavanaら3人の息子を持つとされる。
カーリダーサの叙事詩『クマーラ・サンバヴァ』（軍神クマーラの誕生）では苦行をブラフマーに認められ、「シヴァの息子以外には殺されない体」をもらう。なぜなら当時のシヴァはサティーを失ったことで瞑想に入っており、当分の間は再婚する気配がなかったからである。不死身になったターラカは、またたく間に三界（地上界、空中界、天界）を攻略して支配してアスラ王となった。
しかし神々の活躍によりシヴァはパールヴァティーと再婚し、シヴァの息子スカンダが生まれた。このスカンダによりターラカは倒され、三界はデーヴァ神族に奪還された。